# Friedrich Koch (Apotheker)

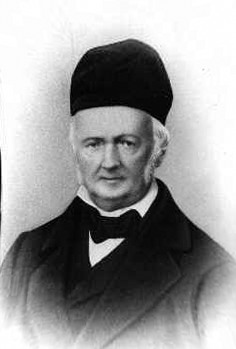
Friedrich Koch, Apotheker und Erfinder

Johann Friedrich Ludwig Koch (* 7. Dezember 1786 in Messel; † 13. August 1865 in
Oppenheim) war Apotheker und Erfinder der industriellen Chininherstellung.

## Leben

### Start in Oppenheim
Der Pfarrerssohn Friedrich Koch stammte aus Messel bei Darmstadt und absolvierte eine Apothekerlehre in Zwingenberg. Später war er in verschiedenen Apotheken (unter anderem in Frankfurt und Straßburg) tätig und studierte in Gießen Pharmazie.

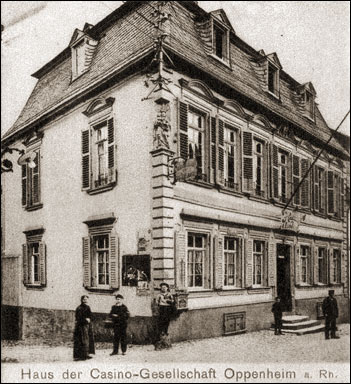
1821 der Anfang in der Löwenapotheke in der ehem. Landschreiberei

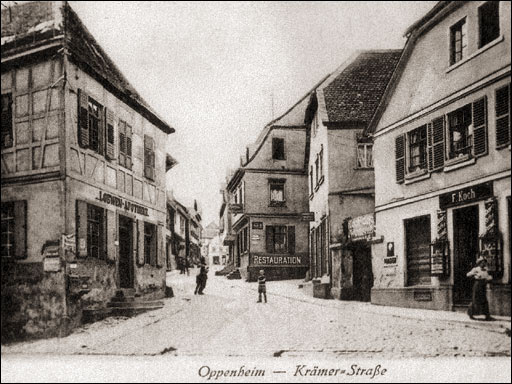
Koch’sche Löwenapotheke 1821 bis 1850 in der Krämerstraße

Er wollte sich 1821 in Oppenheim niederlassen und die Löwen-Apotheke übernehmen, die sich seit 1740 im eindrucksvollen Landschreiberei-Barockgebäude aus Jahr 1709, dem späteren Haus der Casinogesellschaft und heutigem Hotel Merian befand. Gleich zu Beginn seiner später so erfolgreichen Karriere bekam er Schwierigkeiten, da das Rheinhessische Medizinalkollegium in Mainz das in Hessen erworbene Examen nicht anerkennen wollte. Für die Geschäftsaufnahme bedurfte es einer allerhöchsten Entscheidung aus der großherzoglichen Residenz in Darmstadt. Noch im April des ersten Jahres 1821 verlegte Koch seine Löwen-Apotheke in das gegenüberliegende Haus „Schönecke“ in der Krämerstraße 2 und die Geschäftsräume des Chinin-Vertriebs in die Nr. 1.

### Malaria in den Rheinniederungen
Ein zweites Hindernis bestimmte seinen weiteren Lebensweg. Ein heftiges Wechselfieber in Form des Malariatyphoids zwang ihn, sich mit den Möglichkeiten einer Behandlung dieser schmerzhaften und leidvollen Krankheit auseinanderzusetzen. In Oppenheim trat damals durch die vom zurückgedrängten Rhein entstandenen Sümpfe im Unterfeld in gehäuftem Maße Sumpffieber (Malaria) auf. Ein großer Bevölkerungsteil litt jedes Jahr darunter. Die näheren Zusammenhänge waren jedoch damals noch nicht bekannt. Erst 1880 entdeckte der französische Arzt Alphonse Laveran den Erreger, das Apicomplexa Plasmodium. Die Übertragung des Erregers durch die Anopheles-Mücke wurde sogar erst 1897 erkannt.

### Chinin als Gegenmittel
Inka-Indianer wussten von der malariawirksamen Eigenschaft der Rinde des Chinchonabaumes, der an den Abhängen der Anden wuchs. Südamerikafahrer brachten die Informationen nach Europa. Die zwischenzeitlichen Fortschritte in der Chemie erleichterten das Extrahieren der wirksamen Stoffe Chinin und Chinchonin aus der Rinde. Allerdings war der Preis so hoch, dass sich nur sehr begüterte Kranke und damit eine kleine Minderheit eine Behandlung und damit Linderung ihrer Leiden leisten konnten. Was fehlte, war das Verfahren, die beiden Stoffe in größeren Mengen und damit billiger herzustellen. Wie man heute weiß, wirkt das Chinin als Plasmagift, indem es den Zellstoffwechsel hemmt und damit die Körpertemperatur senkt (auch Fieber), auch beeinträchtigt es die Plasmabewegung. Besonders empfindlich sind hier die Malariaerreger. Allerdings sind als bedeutende Nebenwirkungen auch die Reizbildung und die Erregungsleitung der glatten Muskulatur des Erkrankten, besonders im Herzen, gehemmt.

### Kochs Verfahren zur Chininherstellung

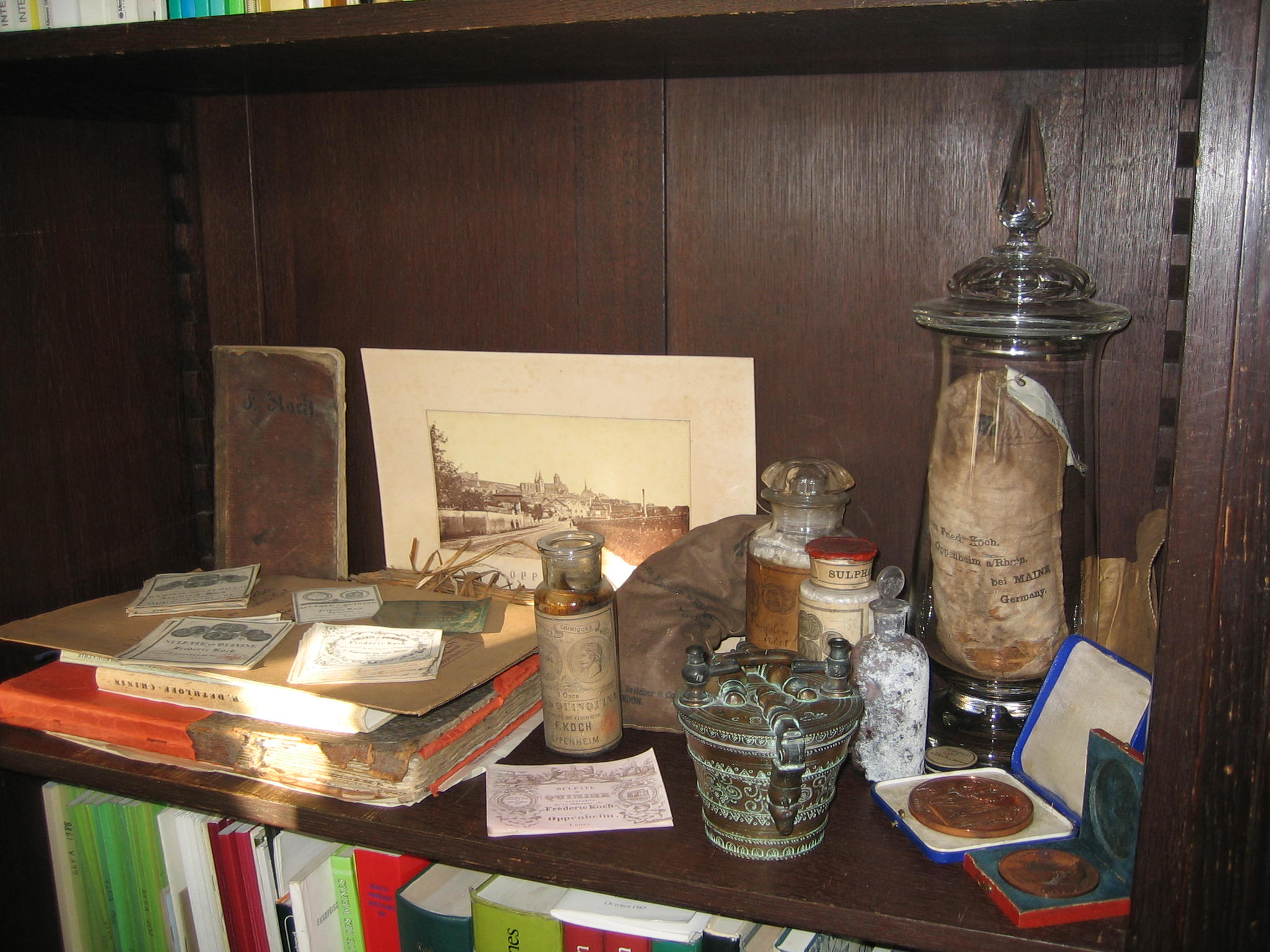
Erinnerungsvitrine im Weingut Bürgermeister Carl Koch Erben, Oppenheim

Schon bald nach der Übernahme der Apotheke versuchte Koch, den Wirkstoff Chinin möglichst rein aus der Chinarinde zu extrahieren. Seine malariakranken Kunden sollten ein preiswertes und qualitätsgesichertes Präparat erhalten.
Der deutsche Chemiker Friedlieb oder Friedhelm Ferdinand Runge hatte als Erster 1819 ein kristallines Pulver aus der Rinde isoliert, ein Alkaloid, dem er den Namen Chinin gab. Ein Jahr später gelang dies auch den französischen Apothekern Pierre Joseph Pelletier und Joseph Bienaimé Caventou. Deren Publikationen und sein Lehrer Fabricius in Frankfurt regten Friedrich Koch an, nach einem eigenen preiswerten Verfahren zur Gewinnung von kristallinem Chinin zu suchen.
1823 gelang ihm schließlich der große Wurf und er begann mit der Extraktion von Chinin aus der Chinarinde. Die eigentliche Rezeptur ist das Betriebsgeheimnis der Firma Koch geblieben. Die industriellen Verarbeitungsphasen – in dieser Form und Größenordnung ein Novum mindestens für Deutschland – sind jedoch bekannt.

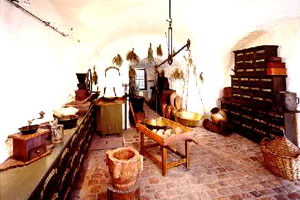
Die Drogenmühle der Löwen-Apotheke Friedrich Kochs

Zuerst waren jeweils die von verschiedenen Rindenimporteuren angebotenen Rindenproben auf ihren Chiningehalt hin zu überprüfen und das geeignete Rohprodukt auszuwählen. Die dann in großen Mengen bestellte und gelieferte Rinde wurde zerkleinert und gemahlen. Eine in England beschaffte Dampfmaschine betrieb über Transmissionen die Mühle, in der die Rinde zu Pulver zerkleinert wurde. Durch Verrühren des Mahlgutes mit Kalkmilch trennte man die in der Rinde enthaltenen Alkaloide von den mit ihnen verbundenen Chinin- und Gerbsäuren. Ein Rührwerk vermischte den Kalkmilchbrei mit warmem Öl, so dass sich die freigemachten Alkaloide darin lösten. Nach dem Absetzen der Mischung konnte man die alkaloidhaltige Ölschicht absaugen und mit verdünnter Schwefelsäure auswaschen. Dabei wurden die Alkaloide in Form von Sulfaten gebunden; das Öl konnte anschließend wieder benutzt werden. Der hohe Verbrauch an Salzsäure lässt darauf schließen, dass Koch versucht hat, die verschiedenen Alkaloide voneinander zu trennen. Dass die zur Extraktion eingesetzten Öle und Alkohole verlustfrei wiederverwendet werden konnten, war vermutlich ein wesentlicher Faktor für die Wirtschaftlichkeit des Verfahrens.

### Hilfe nur für Reiche?
Friedrich Koch bemühte sich sehr, das immer noch verhältnismäßig teure Chinin auch armen Menschen zugänglich zu machen. In einer im Original erhaltenen Entwurf einer wahrscheinlich nie veröffentlichten Mitteilung beschreibt Koch ein weniger aufwändiges Verfahren zur Herstellung eines „harzigen Chinins“ und regt an, dieses in die allgemeinen Arzneimittellisten aufzunehmen. Er empfiehlt (wörtlich),
„die Herren Ärzte sollten solches vorzüglich für unbemittelte Personen anwenden, wodurch es einen billigen Preis erhält, und das theure schwefelsaure Chinin für die Wohlhabenden verordnen.“
Dieser Stoff, Chinoidin benannt, kostete etwa ein Drittel des Preises von Chininsulfat. Koch blieb immer bestrebt, den Nebenalkaloiden der Chinarinde zur Anerkennung zu verhelfen und brachte vor allem das von Winkler entdeckte Chinoidin sowie das unter dem Namen Betachinin-Koch bekannte, dem Chinin isomere, Chinidin und ihre Salze in großem Umfang in den Handel.

### Pharmazeutische Industrie
Die Kundenliste von Friedrich Koch ist aus historischer Sicht bemerkenswert. Er belieferte in reger Geschäftsbeziehung die – damals als Apotheker, heute teilweise als große pharmazeutische Unternehmen – bekannten Emanuel Merck (Darmstadt), Johann Rudolf Geigy (Basel), Pierre Joseph Pelletier (Frankreich) und Johann Daniel Riedel (Berlin) sowie den Pharmahändler und Chininproduzenten Friedrich Jobst (Stuttgart).
In „Vaterländische Berichte für das Großherzogtum Hessen“ 1835 findet sich folgende Mitteilung:
„Zu den ausgezeichneten chemischen Fabriken Deutschlands dürfen wir dreist auch die des Herrn Koch zu Oppenheim in Chinin und Chinonin zählen, welche derselbe schon 12 Jahre lang, unter Erwerbung eines wohlverdienten Rufes durch fast ganz Europa, führt. Herr Koch bezieht die China (brachenüblicher Ausdruck für Chinarinde) direkt aus den Seehäfen. Seine Fabrikate sind von einer in der That nicht zu übertreffenden Qualität und von einer Billigkeit, die vermuthen läßt, daß er im Besitz eines zweckmäßigen Verfahrens ist. Man weiß, daß die China mit zu den theuersten Rohstoffen gehört. Ein Centner China liefert nur für den allerglücklichsten Fall höchstens 3 Pfund schwefelsauren Chinin’s. Nicht selten hat Herr Koch, wie wir aus sicherer Quelle angeben können, über drei Zentner von diesem Präparate, wozu also mindestens 100 Centner China gehören, vorräthig, woraus der Umfang des Geschäftes zu ersehen ist.“

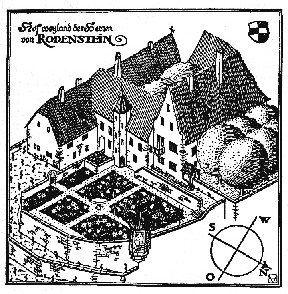
Koch’sche Chininfabrik von 1850 bis 1888 im ehem. Rodensteiner Hof

Friedrich Koch verkaufte 1850 die Löwen-Apotheke (Labor und erste Produktionsstätte) und baute die erste pharmazeutische Fabrik Deutschlands im Anwesen Wormser Straße 62, dem ehemaligen Besitz der Herren von Rodenstein/Schmittberg, in dem auch heute noch seine Nachfahren als Weingutsbesitzer leben.
Nach seinem Tode 1865 übernahm sein Sohn Carl Koch, der spätere Bürgermeister und Ehrenbürger der Stadt Oppenheim, die Fabrik.

## Leistung und Bedeutung

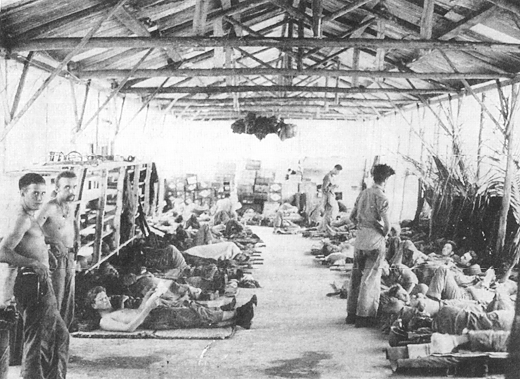
Höchstbedarf für Militär in den Tropen

In der Blütezeit um 1850 produzierte die Koch’sche Fabrik jährlich bis zu 60 Tonnen Chinin. Friedrich Koch war damit unbestrittener Marktführer in Deutschland mit einem Marktanteil von 80 %. Drei Viertel des Weltbedarfs wurden damals aus Deutschland geliefert, das heißt, Koch in Oppenheim deckte allein 60 % des Weltbedarfs.
Der Wiesbadener Chemiker Dr. Ernst Schwenk hielt im November 1999 einen Vortrag mit der zusammenfassenden Behauptung: Das von Friedrich Koch hergestellte fieberhemmenden Arzneimittel Chinin veränderte die Welt. Er begründete dies mit bemerkenswerten Aussagen:
1. Bevölkerungsexplosion: Bis ins 20. Jahrhundert hielt sich der Anstieg der Weltbevölkerung in Grenzen. Dies lag vor allem daran, dass in Indien, Afrika und Amerika aber auch in sumpfigen Gegenden Europas Millionen Menschen meist schon im Kindesalter am Sumpffieber Malaria starben und dadurch den Geburtenüberschuss kompensierten. Erst seit es wirksame Therapien gegen die Malaria gibt, steigt die Weltbevölkerung rapide. Dazu hat der Oppenheimer Friedrich Koch wesentlich beigetragen.
2. Kolonisation: Ohne ein Mittel gegen die Malaria wären die Europäer schlecht in der Lage gewesen, in Asien, Ostafrika oder Südamerika Kolonien zu errichten. Kaum ein Offizier oder Beamte hätte sich zu dem Dienst bereit erklärt, wenn er damit hätte rechnen müssen, spätestens im zweiten Jahr seines Aufenthaltes an dem gefürchteten unheilbaren Wechselfieber zu erkranken.
3. Sklaverei: Die Amerikaner setzten im 17. Jahrhundert anfangs Indianer als Arbeitskräfte auf ihren Plantagen ein. Nachdem diese aber schutzlos an der von den Auswanderern eingeführten Malaria hinwegstarben, wurden als Arbeitskräfte Eingeborene aus Westafrika, die gegen die Krankheit fast resistent waren, nach Amerika verschleppt. Wäre schon ein Mittel gegen die Sumpfkrankheit verfügbar gewesen, hätte der Sklavenhandel wahrscheinlich nicht die bekannten schrecklichen Ausmaße angenommen.[5]